# 河野高明
河野 高明（こうの たかあき、1940年1月4日 - 2010年4月22日）は、神奈川県横浜市出身の元プロゴルファー。

## 人物
子供の頃はいつも人の陰に隠れていて、小学校の運動会ではいつも最下位であったが、負けん気だけは強く、いつも最後まで歯を食いしばって走っていた。
横浜市立保土ヶ谷中学校卒業後、父・安蔵が支配人を務めていた縁から程ヶ谷カントリー倶楽部に入り、キャディをしながらゴルフを修業。小野光一に師事し、1959年に19歳でプロテストに合格 。弟の光隆が日本プロを連覇（1965年・1966年）するなど先に大きく羽ばたいたため、兄の高明はその陰に隠れた形となっていたが、1967年に関東オープンで初優勝を飾ったのを機に急成長。同年の日本シリーズでは初日にいきなり6アンダー67のコースレコードを樹立し、2位の橘田規に4打のリードを奪うと2日目も70で、71の橘田との差を更に一つ広げた。3日目にはリードが7打差と開き、最終日も手堅く72でまとめ大会新記録の9アンダー281で優勝。一昨年の杉原輝雄と同じ2位に1打差の圧勝であり、50万円アップした優勝賞金150万円を獲得。4位の鈴村照男は愛知学院大学出身で、シリーズ初登場の学士プロであった。
1968年にはブラジルオープンで海外初制覇も果たし、2位には細石憲二が入って日本人ワンツーとなった。日本オープン・日本シリーズの2冠も達成し、大会予選を通過できなかったが、推薦で出場した日本オープンは最終日に崩れるも、冷や汗の逃げ切り初優勝を飾る。予選ラウンド2日間で通算10アンダーとし、2位に7打差を付けたが、36ホールの最終日に雨でショットが乱れたところを鷹巣南雄、ブルース・デブリン（ オーストラリア）に追いかけられ、31ホール目の午後の14番でボギーとして一旦は鷹巣に並ばれた。17番で4mを沈めるバーディーで、ボギーとした鷹巣を突き放し、最終的には1打差で逃げ切った。日本シリーズは大阪よみうりCCでの初日こそ初出場であった地元関西の松田司郎が河野を1打リードして首位に立ったが、2日目は逆に河野が松田を1打抑えてトップに立つ。東京に舞台を移した3日目には2位以下に12打差を付け、71の河野に対して松田がベストスコア70をマークしてピタリと並び、最終日も2人の争いは激烈となる。首位に並んだ松田とのマッチレースになり、松田が4番でダブルボギーを叩いて流れが来る。アウトを終わって河野が3打リードしていたが、松田も盛り返して15番で1打差に迫るも、河野は17番ロングホールで2オンに成功。バーディーを奪って松田を振り切り、大会史上初の2連覇を達成し、この2つの日本タイトルで、翌1969年のマスターズへの招待が舞い込む。
同年から1972年まで5年連続でワールドカップ日本代表に選出される。1968年は細石とのペアでニール・コールズ&バーナード・ハント（ イングランド）、ジミー・キンセラ&クリスティ・オコナー（ アイルランド）と並ぶ10位タイであった。1969年には安田春雄とペアを組み、団体でオービル・ムーディ&リー・トレビノ（ アメリカ合衆国）に次ぎ、ロベルト・デ・ビセンツォ&レオポルド・ルイス（ アルゼンチン）、謝永郁&許渓山（ 中華民国）、シャクリー・オンシャム&スシン・スワナポン（ タイ）、ベン・アルダ&エレウテリオ・ニーバル（ フィリピン）、アンヘル・ガジャルド&ラモン・ソタ（ スペイン）を抑えての2位と健闘。個人でもトレビノ、ビセンツォ、謝永、ムーディ、オンシャム、アルダに次ぐ7位に入る。1970年も安田とペアを組み、ジャン・ガライアルド&バーナード・パスカシオ（ フランス）と並ぶ10位タイであった。
1972年の第20回大会では初選出の村上隆とペアを組み、団体で呂良煥&謝敏男（中華民国）に次ぎ、ティーニー・ブリッツ&ゲーリー・プレーヤー（ 南アフリカ共和国）、ブルース・クランプトン&ビル・ダンク（オーストラリア）、ジム・ジェイミーソン&トム・ワイスコフ（アメリカ）を抑えての2位、個人でも謝敏に次ぐと同時にブリッツ、クランプトン、呂良を抑えての2位と好成績を挙げる。大会初日はイーブンパーの71にまとめ、日本は1アンダー、141で、団体でも台湾とベルギーに3打差をつけて首位に立った。ワールドカップでの首位は優勝した1957年以来で、2度目の快挙に向けて絶好のスタートを切ったが、翌日は悪天候で中止となり、大会は54ホールに短縮されることになった。仕切り直しの2日目はアウトで2アンダー、33をマークするが、インでは3ボギーと崩れてこの日は1オーバーの72。日本は通算2オーバーの2位に後退し、代わって首位に立った台湾は謝が69をマークして引っ張り、通算1オーバーで初めての世界一に王手をかけた。最終日は強い風が吹き荒れて選手達は軒並みスコアを崩す中、風に強い台湾勢は踏ん張り、日本勢は大苦戦。一時は台湾との差は8打にまで広がっていたが、台湾勢も徐々にスコアを落とし始める。個人戦でトップを走る謝が9番から6ホール連続でパーセーブにならず、残り2ホールとなったところで日本が台湾に並ぶ。明暗が分かれたのが17番パー5で、台湾が呂、謝と立て続けにバーディーを奪ったのに対して先にプレーしていた日本は2人ともにパーに終わっていた。ここでついた2打差を18番で詰めることができず、河野は「17番で2人ともバーディーパットを逃したのが痛かった」と悔しがったが、大会史上初となるアジア勢の1、2位独占となった。
1969年のマレーシアオープンでは首位に6打差16位でスタートした最終日、アウトで4バーディーを奪った。首位のフランク・フィリップス（オーストラリア）が崩れ、河野は12番で3mを入れ、17番ではグリーンエッジからチップインバーディーで通算8アンダーとして逆転。最終ラウンドの開始時に6ショット遅れて66をマークし、ジョン・リスター（ ニュージーランド）とデビッド・グラハム（オーストラリア）を1ショットで制して海外2勝目を挙げる。
1971年のマレーシアオープンでは、初日、8バーディーを奪うなど6アンダー66で首位に立った好調の安田を2打差2位を追いかけるが、2日目にはビッグスコアを叩き出す。8番から5連続バーディーなど7バーディー、1ボギーの66で回り、通算11アンダーとした。3日目も好調に飛ばし、8バーディーを量産し、コース記録タイの64をマーク、通算19アンダーに伸ばすと、2位謝永郁に7打差の独走態勢になった。最終日は大量差に守られていたが、2番でダブルボギーを叩いて少し雲行きが怪しくなる。アウト1オーバーで折り返し、11、12番連続バーディーも、13、14番連続ボギーともたついた。その間にデビッド・グラハムが猛追、66をマークして通算17アンダーで先にホールアウト。河野は16番で2mを入れてこの日イーブンに戻し、2打差で逃げ切った。デビッド・グラハム、グラハム・マーシュ（オーストラリア）を破り、2年ぶり2度目の優勝を飾る。同年のシンガポールオープンでは安田の2位に入って日本人ワンツーとなり、1972年の同大会では優勝し、海外4勝目とアジアサーキット3勝目を挙げた。初日に67で飛び出して首位に立ち、3日目は2つ落として尾崎将司に首位を譲るが、最終日には1番をボギーにした尾崎に対して、河野は2番でバーディーを奪って逆転。4番の尾崎のバーディーで一旦並ばれたが、河野は5番ですぐに取り、尾崎の6番からの3連続ボギーで独走態勢に入る。通算9アンダーで優勝を飾り、2位には4打差で村上が入って日本人ワンツーとなり、現地の英字新聞では「little Japanese maestro」と称えられた。
1972年には杉本・村上・内田繁・今井昌雪・尾崎と共にニュージーランドPGAに招待出場し、大会前に開催地のマウント・マガヌイGCで行われた前哨戦の親善プロアマで優勝。大会本番では初日に10番から3〜4mのパットが入り出して4連続バーディーを奪うなど5アンダー66をマークして首位に立ち、2日目も好調をキープし、尾崎の9アンダーを知った11番から3連続バーディーで、通算11アンダーの単独首位に立った。決勝ラウンドの3日目は強風に雨も混じるコンディションになり、首位スタートの河野がインで5ボギーと崩れて後退し、最終的には9位に終わった。
1969年から1973年まで5年連続でマスターズに出場し、初出場の1969年にブルース・クランプトン（オーストラリア）、アル・ガイバーガー（アメリカ）、ハロルド・ヘニング（南アフリカ）、バート・ヤンシー（アメリカ）と並ぶ13位タイの奮闘ぶりを見せると、1970年にはチャールズ・クーディ、バート・グリーン、トニー・ジャクリン（イングランド）、ドン・ジャニュアリーと並んで当時の東洋人最高位の12位タイと快挙を成し遂げる。
初出場の初日は1アンダー71で16位と好スタートを切り、2日目は75と崩れて28位に後退したが、圧巻は3日目であった。5バーディー、1ボギーでこの日ベストスコアの68（-4）を記録し、ジャック・ニクラス、アーノルド・パーマーを抑え、一気に通算2アンダー10位に浮上した。2オンさせた520ヤードの15番パー5での第2打のクラブを記者団から聞かれ「5番アイアン」と答えて驚かれ、同組のフランク・ベアードが「河野は恐ろしいプレーヤーだ。こんな体であんなに飛ばす選手は見たことがない」とAP通信にコメントしている。ドン・ビーズ、ジーン・リトラーと並んでトップ10に入り、タイトルを獲得するチャンスも僅かにあったが、最終日に躓いた 。この日本人のベストスコアは4万人を超す大観衆を驚かせたが、中嶋常幸に破られるまで21年間、河野が保持していた。最終的には74と落としたが通算イーブンパー288で13位で、17番では第2打を直接入れ、マスターズ史上初めての同ホールでのイーグルを記録し、世界中に衝撃を与えた。
1970年は3月にアジアサーキットのマレーシアオープンを制した後、オーガスタに乗り込む。初日は2番パー5でダブルボギーを叩くなど75の24位でスタートしたが、サム・スニードと同組になった2日目は2番で1.5mを入れるバーディーと好発進し、3番ボギーの後に4、5番、7、8番連続バーディーなどアウトを32で回った。インは13、15番のバーディー（10、18番ボギー）でこの日4アンダー68をマーク。この日のベストスコアで通算1アンダーとし、首位ヤンシー、リトラーに4打差、デーブ・ヒルと並ぶ7位タイとトップ10に入った。3日目は当時のトッププロとしては最長身、198cmのジョージ・アーチャーと同組で、身長差40cm以上で河野の小柄さが際立ったが、1番で約150ヤードの第2打を7番アイアンで直接入れるイーグルでスタート。2番もバーディーで、スタート前の首位に1打差と迫り、結局1アンダー71で通算2アンダー、首位に6打差9位に付けた。ベアード、ラリー・ヒンソン、ボブ・ラン、ニクラスを抑えての9位 と残り、アーチャーを「いつも5ヤードから10ヤードオーバードライブされた。あのちっぽけな体のどこに力があるのか」と感心させた。最終日はアジア勢初のアンダーパーフィニッシュを期待されたが、74を叩いて前年と同じイーブンパー288であったが、順位は1つ上げて12位に食い込み、アジア勢最高位を更新した。2年連続の活躍に「東洋から来た飛ばし屋」として、162cmという小柄な身長で奮闘する姿から「リトル・コーノ」の愛称で多くの観客から愛され、出場し続けた5年間で4つのイーグルを残し、1972年には4日間で2つのイーグルを残した。
小柄な体格とは裏腹に外国人選手と堂々と渡り合い、小柄な身体で限界までスイング円弧を大きくするために、独自のループスウィングを編み出した。飛距離だけでなく、狙ったところに落とす正確さに世界の観客は魅了され、実際にマスターズ観戦に行った関係者も「ボールが柔らかく空中に舞いカップに吸い込まれた」という表現を残した。
1969年にはハワイアンオープンでは11位に入り、単身カナダに渡って出場したカナディアンオープンではトミー・アーロン、サム・スニードに次ぐ4位に入った。
国内では1970年に5勝を挙げて日本人初の1000万円プレーヤーとなり、同時代に活躍した安田、杉本英世と共に「和製ビッグ3」と称され、プロゴルフ人気を高めることにも大きく貢献。全盛期の30歳で藤沢市鵠沼海岸へ移り住み、オフシーズンは海岸を黙々と走り足腰を鍛えた。
日本ツアーがツアー制度を施行した1973年には2勝を挙げて賞金ランク8位になったが、以後は勝利から遠ざかる。
1973年の産報クラシックでは初日をマーシュ・日吉定雄・謝敏・アルダと共に5アンダー67の首位タイでスタートし、2日目もアイアンが冴えて依然快調に飛ばし、マーシュと共に首位タイを守った。3日目には島田幸作・田中文雄と並んでの5位タイに後退したが、最終日にはマーシュと並んでの2位タイとした。
続くファーストフライトでも好調のゴルフを見せ、初日に7アンダー65のコースレコードを出して首位に立ち、前年に尾崎将がマークした66を更新。2日目も好調に4アンダー68でまとめ、通算11アンダー133で首位の座を守るが、3日目は激しい降雨で中止となる。最終日にはアプローチに冴えを見せ、7バーディ、ノーボギーでコースレコードタイの65を出し、通算18アンダー198で尾崎将・アルダを6打差離して楽勝。
1977年の三菱ギャランでは初日を中島弘二・浦西武光・許勝三&謝永郁&陳健忠（中華民国）・高井吉春と共に68をマークして2位タイでスタートし、2日目には謝永と共に2日連続60台となる69をマークして謝敏と並んでの3位タイに着ける。3日目には3日連続60台の68で許と共に首位に立ったが、最終日には4年ぶりのチャンスに硬くなって75と振るわず、許の逃げ切りを許すと同時にマーシュ・杉原と並んでの2位タイに終わった。
1981年のジーン・サラゼン ジュンクラシックでは3日目に69をマークして5位から首位に浮上し、最終日も中盤までベテランならではの巧みな技を駆使してリードを広げるなど主導権を握っていた。独走かと思われた直後の「魔の14番」でまさかのトリプルボギーを叩き、逆にバーディであった湯原信光の逆転を許す。一騎打ちの様相を呈した上がり4ホールでは、15番で先に長いパットを決めてイーグル。湯原は4、5mほどのパットが入らずバーディで並び、16番は両者パーに終わり、17番では湯原がグリーンを外してボギーを叩く。18番では先に打った河野のボールはフェアウェイ右の、ラフとの境目近くに止まったが、2オンは厳しい距離が残った。一方の湯原はビッグドライブを放ったものの、左のラフへ捕まってしまい、ボールは幸いにして沈んでいなかったが、爪先下がりで左上がりの複雑なライ。グリーンまでは200ヤードであったが、グリーンの手前には名物の池が大きく口を開けていた。誰が見ても難しい左のラフから、湯原は5番アイアンで会心の1打を放つと、フェード気味の軌道でピンへと吸い寄せられた。手前3mのバーディチャンスにつくスーパーショットで、河野にプレッシャーをかける。一方の河野はまだピンまで30ヤードのアプローチを残していたが、この第3打を寄せ切れず、5mのパーパットも決められず、万事休すの状況となって、2位に終わる。
1983年のかながわオープンでは初日に64をマークして海老原清治・中村通・尾崎将・丸山智弘・豊田明夫を抑えての首位でスタートし、最終日には秋富由利夫・東聡・河野和重・湯原・矢部昭・中村忠夫・豊田・中村を抑えて9年304日ぶりの勝利を挙げ、現在も国内男子ツアーのブランク優勝の記録で歴代5位の記録となっている。
46歳になった1986年にはゴルフ練習場「藤沢ジャンボゴルフ」アドバイザーに就任し、パッティングやアプローチの練習施設の設計・監修に携わったほか、ツアーの合間には一般へのゴルフレッスンも行っていた。パッティングの練習施設を造る際には、代表取締役に「おもちゃを作るな、本物を作れ」と叱咤激励した。並行してTBS解説者（1986年6月 - 1993年6月）も務め、1989年には50歳を前にレギュラーツアーから引退し、その後はシニアツアーで活躍。
2003年から2008年まで日本プロゴルフ協会理事を務めたが、2005年には協会長選挙を巡って暴力団関係者に拉致・監禁される事件もあった。2009年に肝臓癌を患って体調を崩し、2010年4月には秋田県の玉川温泉に療養に出ていたが、吐血して仙北市の市立角館総合病院に入院。同22日に死去。70歳没。
生前、アドバイザーを務めた「藤沢ジャンボゴルフ」1Fロビー横には「河野高明メモリアルブース」を開設。優勝カップや実際に河野が書き込んだマスターズのスコアカードなど、貴重な品々を特別展示している。
2017年には陳清水、清元登子、村上、島田幸作、涂阿玉と共に第5回日本プロゴルフ殿堂入りを果たす。

## 主な優勝

### レギュラー
- 1967年 - 日本シリーズ
- 1968年 - 日本オープン、日本シリーズ
- 1969年 - ダンロップトーナメント
- 1970年 - 西日本サーキット下関、チャンピオンズトーナメント、グランドモナーク、ロレックストーナメント
- 1971年 - 西日本サーキット下関、チャンピオンズトーナメント、グランドモナーク
- 1972年 - チャンピオンズトーナメント
- 1973年 - チャンピオンズトーナメント、ファーストフライト
- 1983年 - かながわオープン

### 海外
- 1968年 - ブラジルオープン
- 1969年 - マレーシアオープン
- 1971年 - マレーシアオープン
- 1972年 - シンガポールオープン

## 海外メジャー選手権成績
| Tournament | 1969 | 1970 | 1971 | 1972 | 1973 |
| ---------- | ---- | ---- | ---- | ---- | ---- |
| マスターズ | T13  | T12  | CUT  | T19  | T51  |

DNP = 出場せず
CUT = ハーフウェイ・カット
T =順位タイ
黄色はトップ10入り。